# 天津农学院
天津农学院，是中华人民共和国天津市的一所全日制公办农林类大学。成立于1976年。2001年经天津市人民政府批准，天津市城乡经济学校并入天津农学院。1982年获学士学位授予权，2006年获硕士学位授予权。为天津市第一所普通农业高等院校。

## 历史沿革
天津农学院始建于1976年，校址设在武清县藕店村。1986年，天津农学院从武清区迁移到现在地址，西青区津静路22号，比邻天津城建大学、天津商业大学宝德学院和高银117大厦。天津市城乡经济学校位于西青区杨柳青镇附近大柳滩村，毗邻杨柳青庄园，2002年并入天津农学院成为西校区。2020年开始在蓟州区青池村使用蓟州校区。天津农学院现津静路校址称为东校区。三校区占地共1292亩，建筑面积38万平米。

## 学校概况
天津农学院现从事专科、本科和研究生层次的教育，为京津环渤海地区培养各层次农业科技人才。在具体校区上，专科生和本科大一新生在西校区，本科大二及以上年级学生在东校区。

### 师资
截止到2023年2月，现有教职员工 1000 余人，其中：双聘院士 4 人，国务院政府特殊津贴专家 18 人，国家级人才 7 人，省部级人才 53 人。有全国优秀教师 1 人，全国脱贫攻坚先进个人 1 人，天津市级教学团队 14 支，天津市教学名师 12 名，天津市级创新团队 11 支。

### 图书
天津农学院图书馆由东、西两校区图书馆构成，总面积27,794平方米，其中东校区图书馆面积为25,000平方米。图书馆现有图书总量425.5万册。其中纸质图书120余万册。订阅中外文期刊1100种图书。

### 专业建设
学校有本科专业30个，其中18个高职专业，涉及农学、理学、工学、管理学、经济学、文学等6个学科门类.全日制在校本专科生11043人。从2007年开始，作物遗传育种学、果树学、预防兽医学和水产养殖学四个农学院传统专业开始招收硕士研究生.

### 学科和实验室建设
学校有“水产养殖”、“作物遗传育种”2个天津市重点学科，5个校级重点学科；在实验室建设方面，学校拥有“天津市水产生态及养殖重点实验室”、 “天津市现代渔业技术工程中心”、“天津市农业生物技术研究中心”和“天津市花卉技术工程中心”。与全市涉及农业区县及有关事业单位共建“产学研联合体”或“实验实习基地”85个。

### 对外交流
对外，学校与日本东京大学合建“天津中日水稻品质食味研究中心”。对内，与中国农业大学合作建立了“天津市农产品加工科技创新与成果转化基地”，与中国科学院合作建立了“天津市农业节水研究中心”。

## 知名校友
- 高峰，相声演员[6]。

## 参看
- 天津教育